# Diego Carpitella
Diego Carpitella (Reggio Calabria, 12 giugno 1924 – Roma, 7 agosto 1990) è stato un antropologo, etnomusicologo e regista italiano.
È considerato uno dei massimi studiosi di musica popolare italiana e ha scritto e pubblicato numerosi saggi sull'argomento. Ha collaborato con il Centro Nazionale Studi di Musica Popolare ed è stato anche fondatore e redattore della rivista Culture musicali. Quaderni di etnomusicologia e, con Vittorio Gelmetti, aveva curato la sezione musica della rivista Marcatré.

## Biografia
Dopo una vita movimentata di vari mestieri e attività, trasferitosi a Roma ha collaborato con il CNSMP (Centro Nazionale di Studi di Musica Popolare), raccogliendo più di 5.000 canti popolari italiani negli anni tra il 1952 e il 1958, in particolare con Ernesto de Martino. In quegli stessi anni (1953-1954) ha collaborato con l'etnomusicologo statunitense Alan Lomax in alcune campagne di registrazione sul campo in Italia dall'Alto Adige alla Sardegna.
Negli anni dal 1958 al 1968, ha collaborato sui temi della musica folk a trasmissioni culturali della RAI, con Emilio Garroni, Luigi Silori, Umberto Eco, Beniamino Placido.
Nel 1962, insieme al glottologo Antonio Pagliaro, in seno all'Istituto centrale per i beni sonori ed audiovisivi aveva fondato l'AELM (Archivio Etnico Linguistico-Musicale) che ha realizzato una delle più importanti campagne sistematiche di rilevazione e registrazione di tradizioni popolari prima della generale omologazione linguistico/culturale del Paese.
Dal 1972 al 1976 ha insegnato Storia della Musica presso il Conservatorio Santa Cecilia in Roma. Dal 1953 al 1973 è stato titolare dell'insegnamento di Storia della danza presso l'Accademia nazionale di danza in Roma. Dal 1968 al 1970 ha insegnato presso l'Università di Chieti. Dal 1970 al 1976 è stato professore incaricato di Storia delle tradizioni popolari all'Università di Roma "La Sapienza", e dal 1976 al 1990 titolare della cattedra di Etnomusicologia (la prima ad essere istituita in Italia) presso la stessa Università.
È stato tra i fondatori dell'etnomusicologia scientifica in Italia. Ha fondato la rivista Culture musicali, e fra i suoi saggi spicca la monografia La musica nei rituali sardi dell'argia (1967), frutto della sua collaborazione con Ernesto de Martino, Clara Gallini, Pietro Sassu, Giulio Angioni e altri membri della Scuola antropologica di Cagliari, come anche, tra l'altro, Musica e tradizione orale (1973) e il documentario Cinesica in Barbagia (1974).
Nel 1989 fu nominato conservatore del Centro Nazionale di Studi di Musica Popolare da lui denominato Archivi di Etnomusicologia dell'Accademia Nazionale di Santa Cecilia.
Negli anni settanta ha condotto per la RAI il programma musicale Folk D.O.C.

## Filmografia
- Meloterapia del tarantismo (1960), considerato il primo documento di etnomusicologia visiva italiano (100 metri di pellicola 16mm)
- Sardegna: is launeddas, Rai, 1981 (film su Dionigi Burranca)
- Calabria: Zampogna e chitarra battente, Rai, 1982
- Emilia: Brass Band della Padana, Rai, 1983

(Gli ultimi tre film sopra citati compongono la serie Rai: "I Suoni. Ricerche sulla musica popolare italiana" prodotta dalla Rai, che vedevano Carpitella nel ruolo di regista e coordinatore scientifico).